# Eunomia

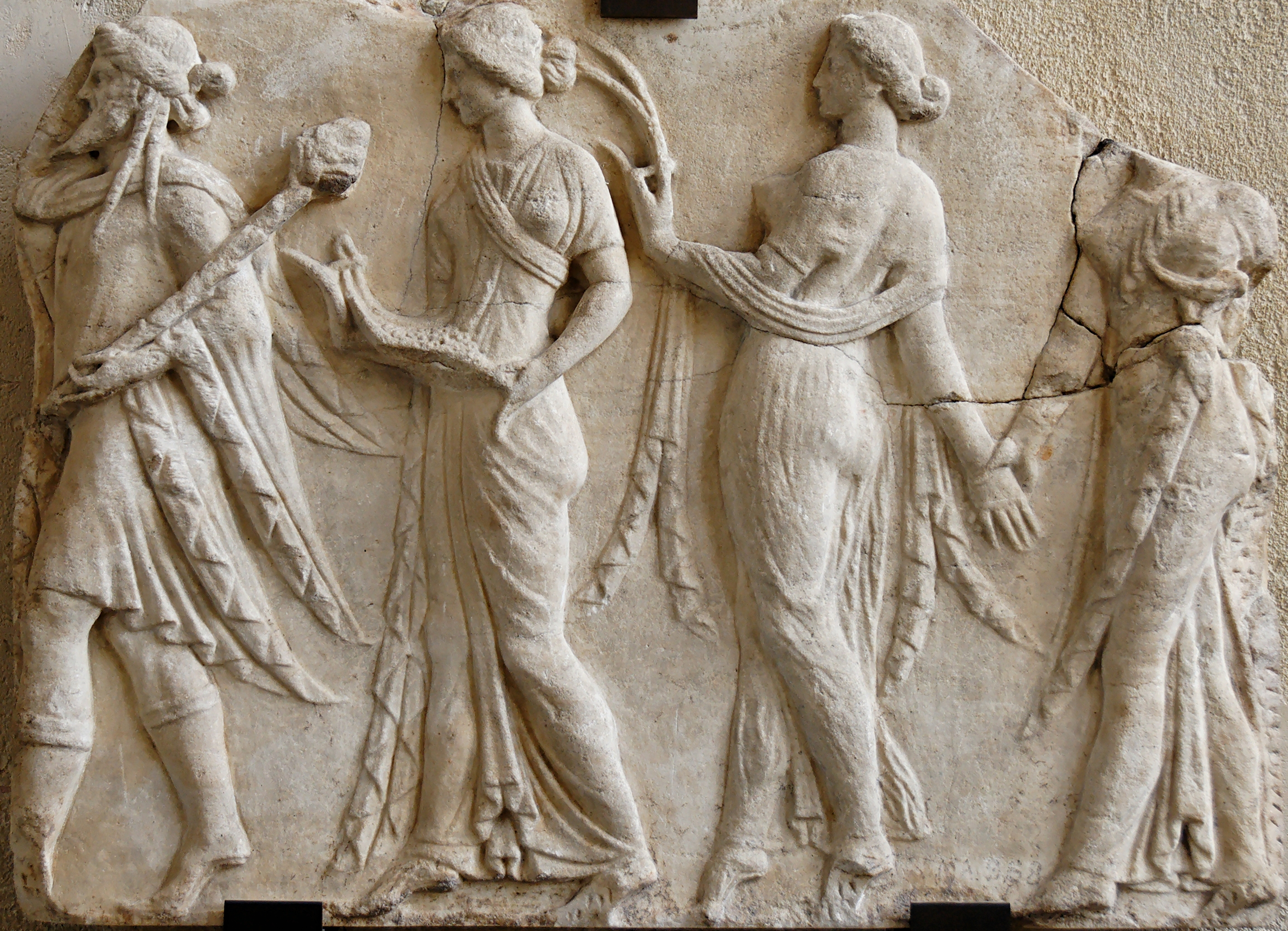
Dionüszosz és a Hórák, márvány dombormű, 1. század

Eunomia (görög Εὐνομία) egyike a Hóráknak, ő maga a törvényesség istennője.

## Családja
Apja Zeusz, az istenek királya, anyja pedig Themisz. Nővérei közé tartozik Diké, Eiréné, Klóthó, Lakheszisz és Atroposz.

## A törvény
Eunomia a természeti és társadalmi törvények istennője, aki ha valahol törvényszegést látott, azonnal jelentette Zeusznak vagy Pánnak, a természet istenének. Ő maga volt Zeusz igazságtevője is, a legfelsőbb Hóra. Amennyiben két isten versengeni kezdett, gyakran kérték fel bírónak.